# Tripteroides edwardsi
Tripteroides edwardsi är en tvåvingeart som först beskrevs av Philip James Barraud 1929.  Tripteroides edwardsi ingår i släktet Tripteroides och familjen stickmyggor. Inga underarter finns listade i Catalogue of Life.